# Polski Związek Łowiecki

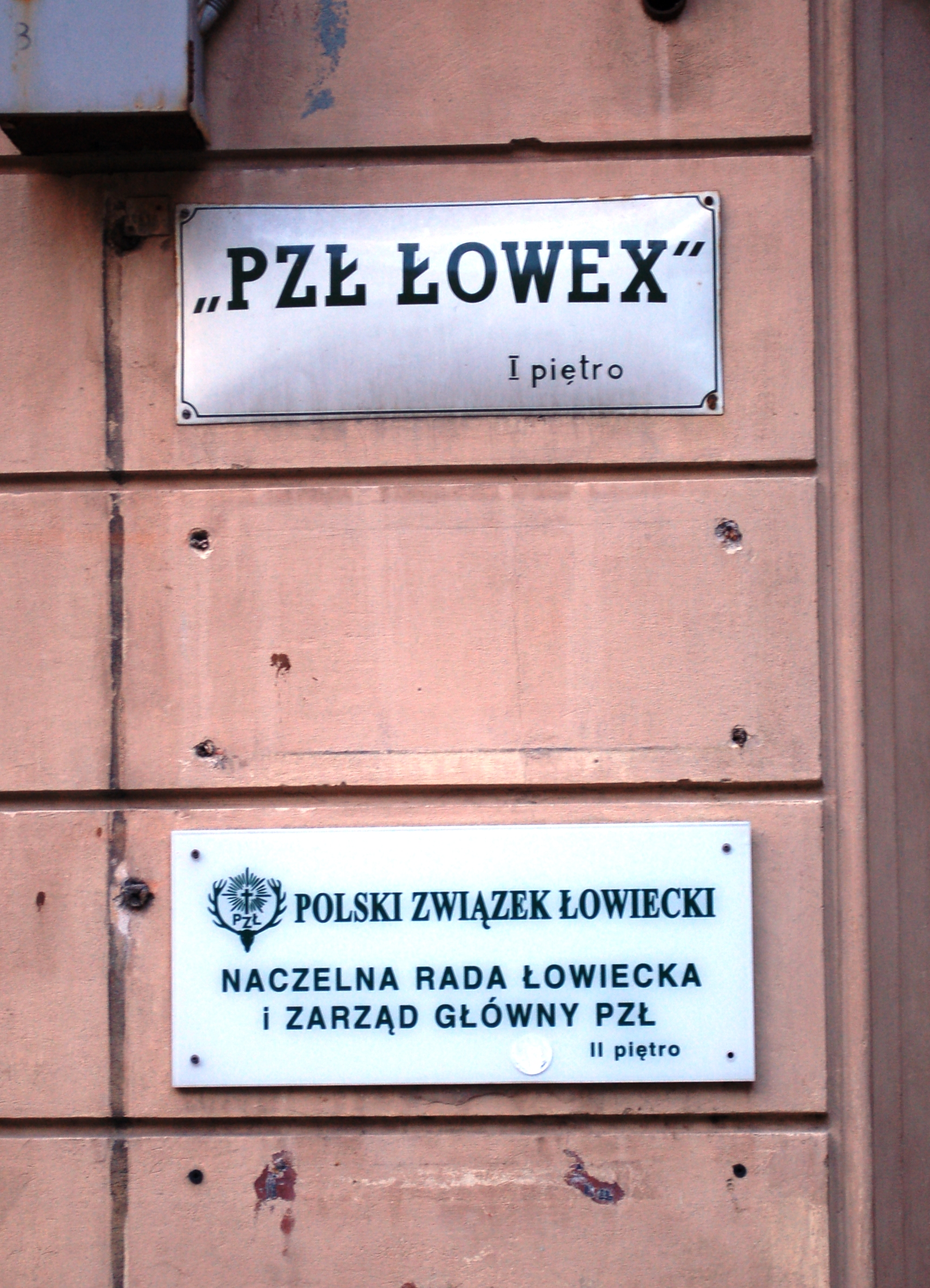
Szyld siedziby władz naczelnych PZŁ w Warszawie

Polski Związek Łowiecki – ogólnokrajowa organizacja zrzeszająca polskich myśliwych i koła łowieckie. Jego geneza sięga XIX wieku i działalności pierwszych na ziemiach polskich towarzystw łowieckich. Utworzony w 1923 roku w Warszawie Centralny Związek Polskich Stowarzyszeń Łowieckich, przekształcił się w Polski Związek Stowarzyszeń Łowieckich (1929 r.), a następnie przyjął nazwę Polski Związek Łowiecki (1936 r.).

## Historia
PZŁ zrzeszał wówczas zaledwie 11 700 osób z 50 000 uprawiających myślistwo na terenie kraju. W chwili utworzenia Związku obowiązywało Rozporządzenie Prezydenta RP z 3 grudnia 1927 roku „O prawie łowieckim”. Po II wojnie światowej i reaktywowaniu PZŁ podstawę prawną do działalności łowieckiej określał dekret „O prawie łowieckim” wydany przez Bolesława Bieruta w 1952 roku zlikwidował dotychczasowy Polski Związek Łowiecki powołał nowy – „socjalistyczny” – któremu przekazał cały majątek i nazwę jako likwidatora poprzedniego ustanawiając powołany przez siebie związek o tej samej nazwie. Zarządzeniem Ministra Leśnictwa z 26 marca 1953 nadano PZŁ statut, a zarządzeniem ML z 4 maja 1953 stowarzyszenie PZŁ zostało postawione w stan likwidacji. Ustawa z 17 czerwca 1959 roku „O hodowli, ochronie zwierząt łownych i prawie łowieckim” nakazała obligatoryjną przynależność myśliwych do tej organizacji (zlikwidowała dobrowolność przynależności wprowadzając monopol). W aktach tych ustalono, że zwierzęta łowne stanowią własność państwa, obwody łowieckie mają powierzchnię nie mniejszą niż 3000 ha, a uprawnienia do polowania posiadają wyłącznie myśliwi zrzeszeni w Polskim Związku Łowieckim.
W oparciu o ustawę z 1959 roku wypracowany został tzw. „polski model łowiectwa”, przyjmujący zasadę nadrzędności ochrony i hodowli zwierząt łownych nad ich eksploatacją, opierający działalność łowiecką na społecznej aktywności członków PZŁ zrzeszonych w kołach łowieckich, prowadzących gospodarkę łowiecką w dzierżawionych obwodach.
Współcześnie działalność Polskiego Związku Łowieckiego reguluje ustawa „Prawo łowieckie” z 13 października 1995 r., z aktami wykonawczymi, a także statut PZŁ uchwalany przez Krajowy Zjazd Delegatów PZŁ, uchwały i zarządzenia wydawane przez władze oraz organy PZŁ.
Polski Związek Łowiecki zajmuje się prowadzeniem gospodarki łowieckiej, monitoringiem łowieckim, wspieraniem i prowadzeniem badań z zakresu łowiectwa (np. w Stacji Badawczej PZŁ w Czempiniu), krzewieniem kultury wśród myśliwych i społeczeństwa, w tym propagowaniem tradycji, etyki, kultu patronów myśliwych, kolekcjonerstwa, wystawiennictwa, jak również propagowaniem strzelectwa myśliwskiego, kynologią, trofeistyką. PZŁ w myśl ustawy Prawo łowieckie prowadzi działalność szkoleniową kandydatów do PZŁ i myśliwych.

## Władze
Najwyższą władzą PZŁ jest Krajowy Zjazd Delegatów, który określa główne kierunki działania i zasady realizacji zadań Zrzeszenia. Władzą Związku jest Naczelna Rada Łowiecka, która powołuje organ wykonawczy – Zarząd Główny PZŁ. Siedziba władz naczelnych PZŁ znajduje się w Warszawie, przy ul. Nowy Świat 35. Organem prasowym PZŁ jest ukazujący się od 1899 roku ogólnopolski miesięcznik „Łowiec Polski”. Na szczeblach okręgowych funkcjonują okręgowe rady łowieckie i zarządy okręgowe PZŁ. W strukturach PZŁ na poszczególnych szczeblach funkcjonują komisje rewizyjne, kontrolujące działalność organów związkowych, a także rzecznicy dyscyplinarni oraz sądy łowieckie, których zadaniem jest dbanie o przestrzeganie prawa i etyki łowieckiej przez myśliwych.

### Przewodniczący
- Paweł Lisiak – przewodniczący Zarządu Głównego, Łowczy Krajowy od 7 lutego 2020 do 19 stycznia 2024[7]
- Eugeniusz Grzeszczak – przewodniczący Zarządu Głównego, Łowczy Krajowy od 31 stycznia 2024[8][9]

## Struktura
Polski Związek Łowiecki jest posiadającym osobowość prawną, zrzeszeniem myśliwych i kół łowieckich. Liczy ok. 120 tys. członków. W Polsce są 2503 koła łowieckie (zrzeszające ok. 95% wszystkich członków PZŁ), które dzierżawią 4766 obwodów łowieckich. Niezależnie PZŁ prowadzi 43 ośrodki hodowli zwierzyny, których zadaniem jest wzorcowa gospodarka łowiecka przy wykorzystaniu osiągnięć naukowych. Kraj podzielony jest na 49 okręgów, w których funkcjonują okręgowe rady i zarządy. W strukturach PZŁ na poszczególnych szczeblach znajdują się komisje rewizyjne kontrolujące działalność organów, rzecznicy dyscyplinarni i sądy łowieckie, których zadaniem jest dbanie o przestrzeganie prawa i etyki łowieckiej przez myśliwych.
Przy PZŁ działają specjalistyczne kluby: „Krajowy Klub Sokolników i Ochrony Ptaków Drapieżnych Polskiego Związku Łowieckiego – Gniazdo Sokolników”, Klub Kolekcjonera i Kultury Łowieckiej PZŁ, Klub Miłośników Języka i Literatury Łowieckiej PZŁ, Klub Safari, Klub Wabiarzy Zwierzyny PZŁ, Klub Polskich Dian.
Polscy myśliwi uczestniczą w wielu ważnych działaniach związanych z ochroną przyrody i środowiska naturalnego. Dotyczy to zwłaszcza restytucji zagrożonych gatunków zwierząt, takich jak: żubr, łoś, bóbr i sokół wędrowny. Polski Związek Łowiecki jest jednym z założycieli oraz członkiem Międzynarodowej Rady Łowiectwa i Ochrony Zwierzyny CIC (Council International de la Chasse et de la Conservation du Gibier), której kongresy odbywały się także w Polsce (w 1934 i 1973 r. w Warszawie i 1993 r. w Krakowie). Od 1994 roku Polska jest także członkiem (założonej w 1978 r.) Federacji Związków Łowieckich Krajów EWG – FACE (Federation des Associations des Chasseurs de la C.E.E.), pełniącej rolę organu doradczego Parlamentu Europejskiego w zakresie łowiectwa i ochrony zwierzyny.